# Menhir de Rørvik
Le menhir de Rørvik est un menhir situé près du port norvégien de Rørvik, situé dans l'archipel de Vikna, en Norvège.

## Situation
Le monolithe se dresse dans le village d'Austafjord, à une trentaine de kilomètres à l'ouest de Rørvik ; il se trouve à proximité de la route Fv509 qui relie Austafjord au village de Garstad (en).

## Description
Le menhir se présente comme un obélisque très fin ; il mesure environ 4 m de hauteur pour 0,40 m de largeur et 0,30 m d'épaisseur.